# Роллинг-Хилс-Эстейтс
Роллинг-Хилс-Эстейтс (англ. Rolling Hills Estates) — город в округе Лос-Анджелес в штате Калифорния в Соединённых Штатах Америки.
Согласно данным переписи населения США 2020 года число жителей города 
составляло 8018 человек, что, для такого небольшого населённого пункта, существенно меньше (− 3.2%), чем было во время предыдущей переписи проводившейся в 2010 году (8280 человек).

## История
Изначально земля, где ныне стоит Роллинг-Хилс-Эстейтс относилась к Ранчо Сан-Педро. Затем эта территория стала известна как Rancho El Elastico до того, как была инкорпорирована в состав города. Это был 60-й муниципалитет округа Лос-Анджелес, включенный в реестр штата 18 сентября 1957 года.
К 1992 году многие состоятельные корейские американцы переехали на полуостров Палос-Вердес. Роллинг-Хилс-Эстейтс был одним из пяти городов в заливе Саут-Бей, где наблюдался самый большой прирост этнических корейцев с 1980 по 1990 год. В 1990 году в Роллинг-Хилс-Эстейтс проживало 200 этнических корейцев, что на 160% больше, чем в 1980 году, когда проживало 77 этнических корейцев. Тем не менее основу населения составляют потомки европейцев.

## География
Город Роллинг-Хилc-Эстейтс расположен на берегу Тихого океана на полуострове Палос-Вердес. 
Согласно данным Бюро переписи населения США, общая площадь города составляет 9,359 квадратных километров (3,6 квадратных мили), из которых 0,115 км2 (0,04 квадратных мили или 1,22%) приходится на водную поверхность.